# Cantó de Mareuil-sur-Lay-Dissais
El cantó de Mareuil-sur-Lay-Dissais és un cantó francès del departament de la Vendée, situat al districte de La Roche-sur-Yon. Té 11 municipis i el cap es Mareuil-sur-Lay-Dissais.

## Municipis
- Bessay
- La Bretonnière-la-Claye
- Château-Guibert
- Corpe
- La Couture
- Mareuil-sur-Lay-Dissais
- Moutiers-sur-le-Lay
- Péault
- Les Pineaux
- Rosnay
- Sainte-Pexine

## Història
| Data d'elecció                           | Identitat         | Partit                     | Qualitat |
| ---------------------------------------- | ----------------- | -------------------------- | -------- |
| 1951-1970                                | Maurice Priouzeau | Divers droite              |          |
| 1970-2001                                | Gérard Priouzeau  | Divers droite, després UDF |          |
| 2001-                                    | Jean-Pierre Hocq  | Divers droite              |          |
| les dades anteriors no són pas conegudes |                   |                            |          |
|                                          |                   |                            |          |

| A partir de 1990: Població sense dobles comptes |